# Dingli
Dingli ist ein Ort und eine Verwaltungseinheit auf Malta. Der Ort liegt auf einer Höhe von 240 Metern über dem Meeresspiegel und ist damit der höchstgelegene in Malta. Dingli befindet sich etwa 13 km westlich der Hauptstadt Valletta und zwei Kilometer von dem nächsten Ort, Rabat, entfernt.
Bekannt ist Dingli durch die Dingli Cliffs (Klippen von Dingli), die rätselhaften Karrenspuren und das nahegelegene größte zusammenhängende Waldstück Maltas, die Buskett Gardens.

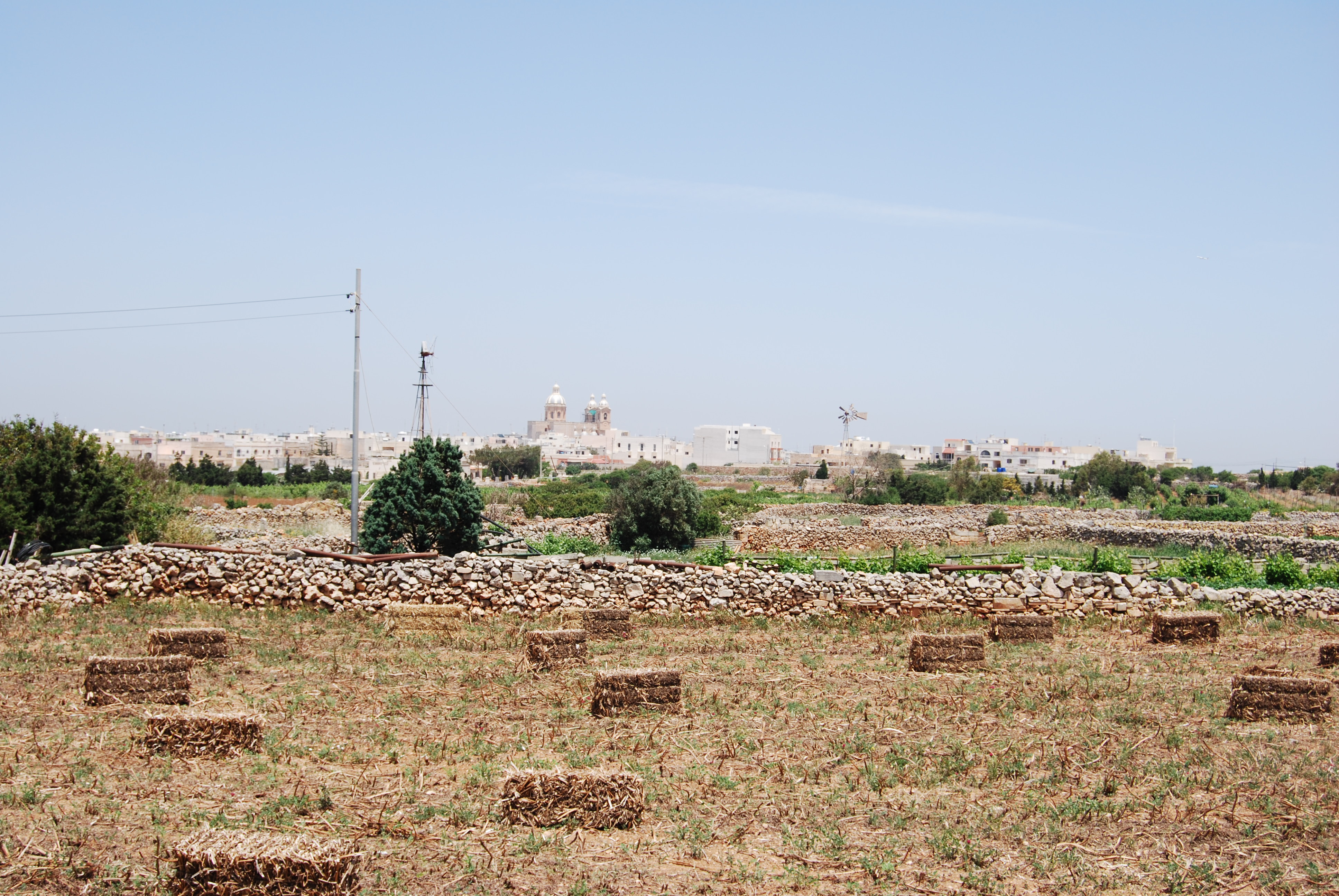
Blick auf Dingli

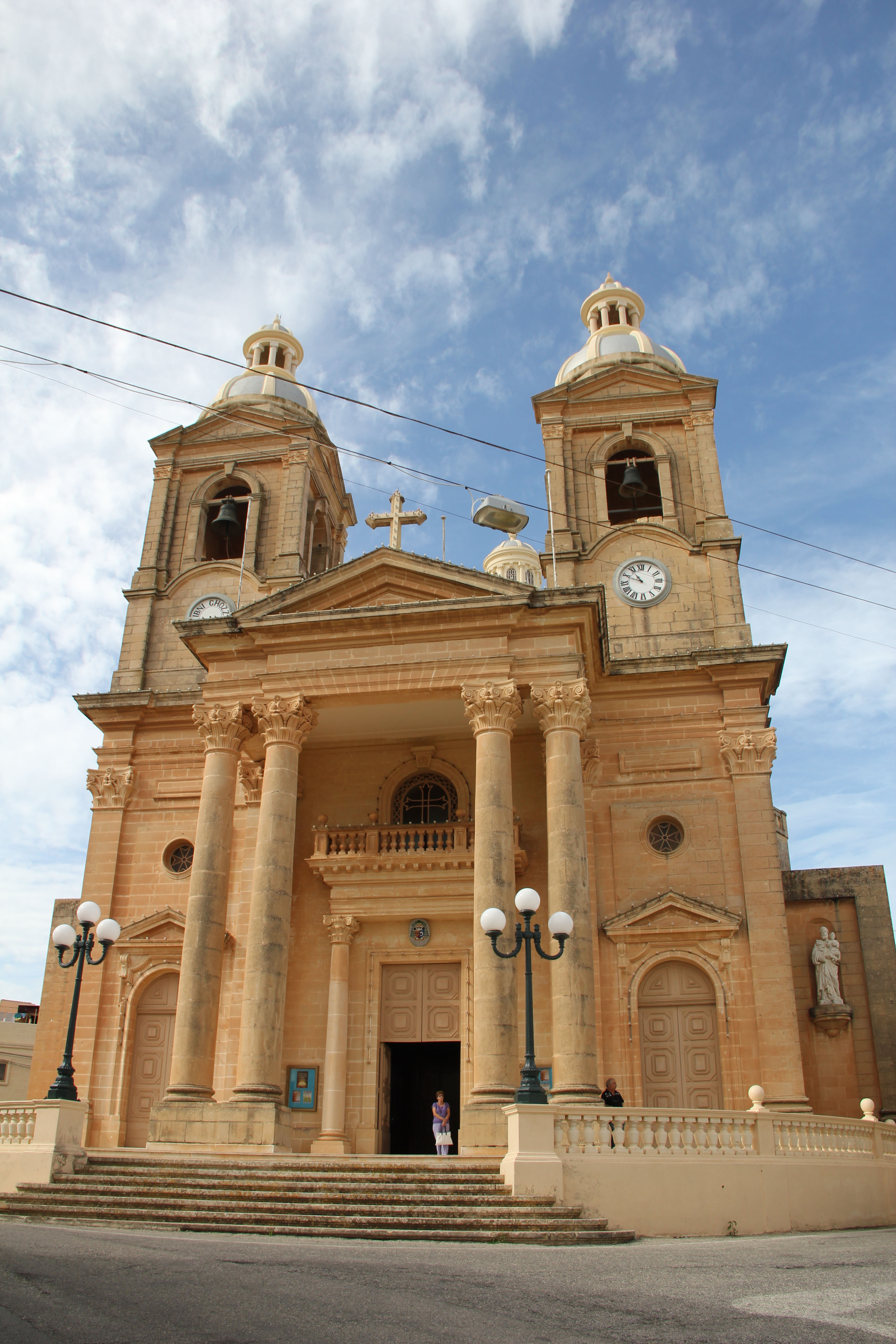
St. Mary Church in Dingli

Die Namensgebung Dingli wird auf die Person Sir Thomas Dingley zurückgeführt, ein englischer Ritter des Malteserordens, der große Ländereien in der Umgebung besaß.
Im Ort Dingli sind die Kirchen Heilige Maria und Maria Magdalena erwähnenswert.

## Söhne und Töchter des Ortes
- Francis Ebejer (1925–1993), Autor
- Walter Michael Ebejer (1929–2021), Bischof von União da Vitória